# 朗格多克
朗格多克（法語：Languedoc，法語發音：[lɑ̃ɡdɔk]）是法國南部一地區，也是法國歷史上的行省，首府是蒙彼利埃。13世紀併入法國，其地域大致相当于朗格多克-魯西永大區。